# Adriaan Dortsman
Adriaan Dortsman (Flessinga, 1635 – Amsterdam, 1682) è stato un architetto olandese, che fu principalmente attivo nella città di Amsterdam,  dove contribuì in particolar modo all'architettura lungo i canali, e il cui stile, che si inserisce all'interno del classicismo olandese, era noto come strakke stijl.
Tra le sue opere principali, figura la Ronde Lutherse Kerk di Amsterdam.

## Opere (lista parziale)

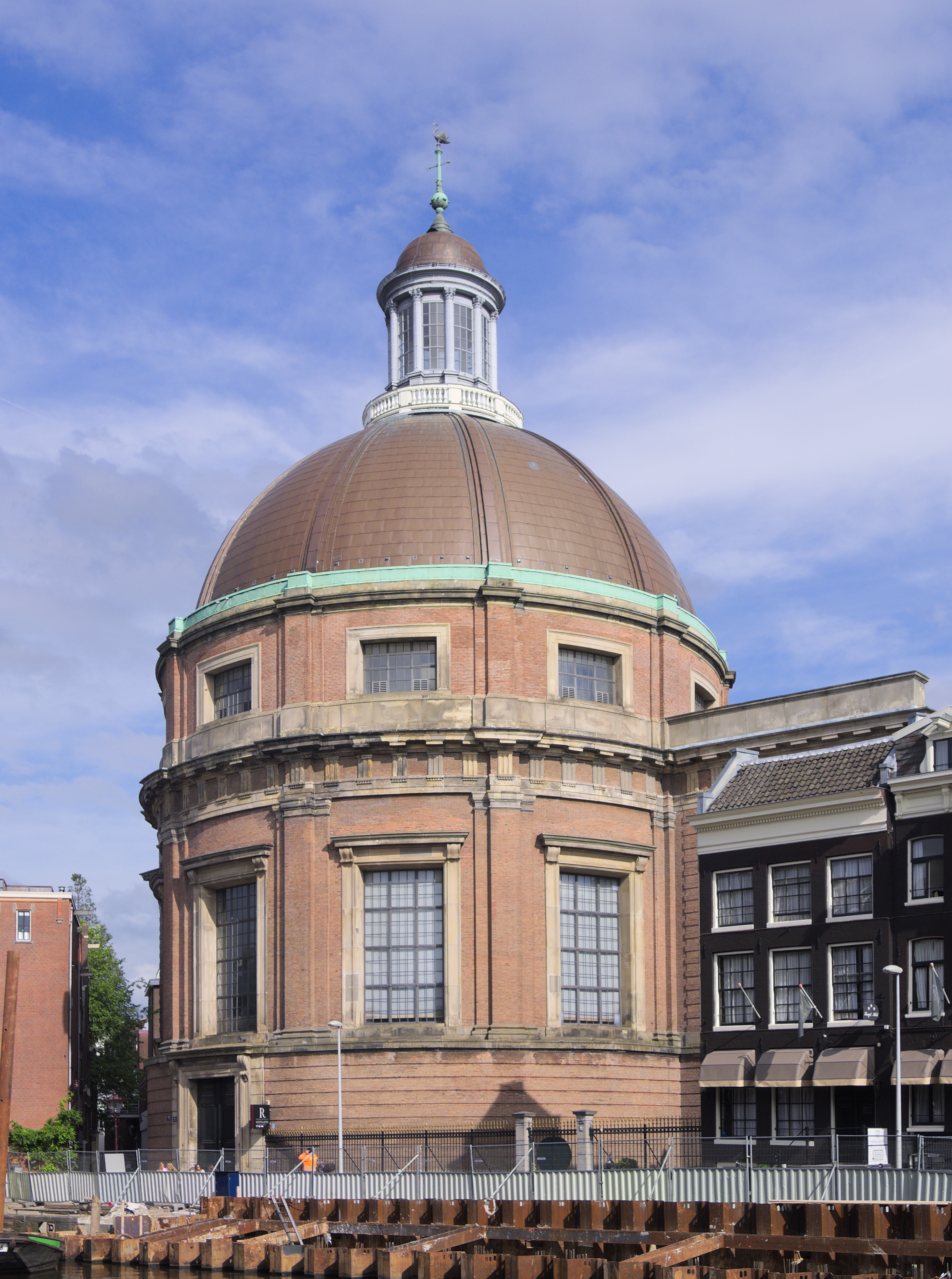
La Ronde Lutherse Kerk di Amsterdam, probabilmente l'opera più famosa di Dortsman

- Casa Six, al nr. 619 di Herengracht (1667-1669) [1][2]
- Ronde Lutherse Kerk, sul canale Singel (1668-1671) [2]
- Van Raey-Huizen, ai nr. 672-674 del Keizersgracht (1671) [2]
- De Dorsman, ai nr. 730-734 del Keizersgracht (1671) [2]
- Swedenrijk, al nr. 462 dello Herengracht (1672) [2]
- Gijsbert Dommer Huis (1671)[2]
- nr. 623 di Herengracht[2]
- nr. 621 di Herengracht[2]